# Symbol údržby

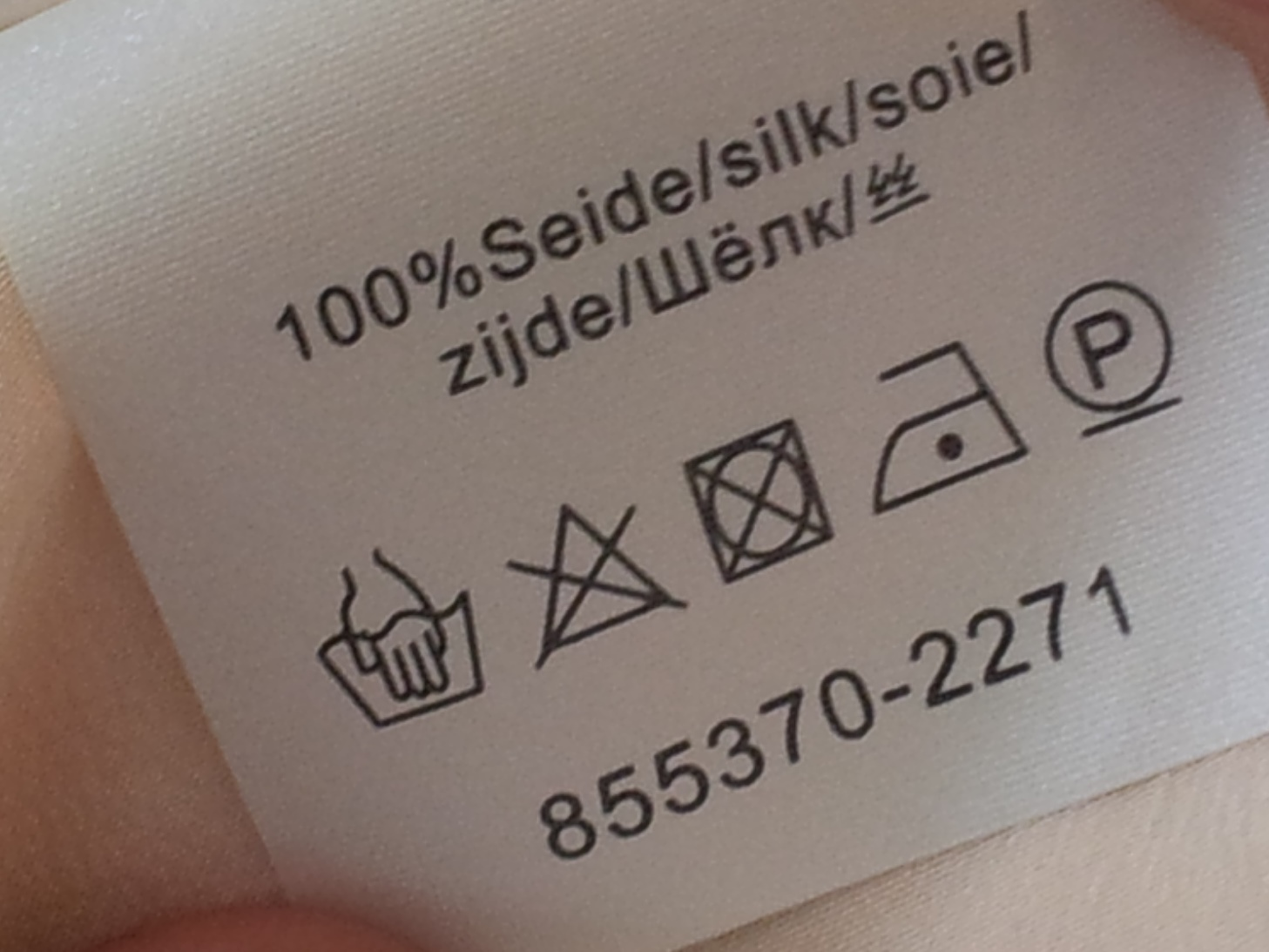
Symboly údržby na štítku oděvu

Prací symbol, také zvaný symbol údržby, je piktogram, který naznačuje jak prát, sušit, chemicky čistit a žehlit oblečení. Tyto symboly jsou natištěny na etiketě, známé jako symboly údržby, připevněné k oděvu z důvodu informování, jak by měl být jednotlivý kus čištěn/prán. Existují různé normy na značení údržby pro různé regiony světa. Některé způsoby označování jsou používány s doprovodným textem.

## Historie a použití
Péče doporučovaná symboly je maximální povolené zatížení a není ani vyžadováno, ani doporučováno. GINETEX uvádí, že jemnější forma péče a nižší teploty praní, než ty uvedené na etiketě, jsou také povoleny. Například, jestliže symbol doporučuje praní v horké vodě a sušení v sušičce, praní ve studené vodě a sušení na šňůře je také akceptovatelné. 
GINETEX, se sídlem ve Francii, je Evropská asociace pro symboly údržby a byla zformována v roce 1963 po několika konferencích ke konci 50. let zaměřených na údržbu textilu a definování jednoho způsobu značení údržby. Právě poválečná doba byla pro vznik symbolů významná a to z důvodu obrovského rozvoje chemického průmyslu a s ním spojený vznik syntetických vláken používaných pro výrobu textilu. Do té doby byly používány převážně přírodní materiály, jejich údržba je zcela odlišná od umělých. Proto docházelo k častému poškození, které bylo nevratné. 

## Prací symboly v Evropě
Symboly údržby popisují maximální možné zatížení při údržbě bez nevratného poškození textilního výrobku. Je-li vynaložená péče nezbytná, nebo dostačující však není zcela zaručeno. Jemnější, než uvedená péče, je vždy přípustná.
Symboly údržby jsou chráněny ochrannou známkou a pro jejich užívání je třeba vyhovět licenčním podmínkám. Nesprávné používání symbolů je zakázáno. Pokud je symbol podtržený, znamená to, že je třeba výrobek udržovat jemněji, než je běžné a dvojité podtržení znamená velmi jemnou péči. 

### Praní
Stylizovaná vanička je symbolem pro praní. Uvedené číslo ve vaničce znamená maximální možnou teplotu prací lázně (stupně Celsia). Podtržení symbolu znamená, že má být v pračce zvolena jemnější péče. Dvojité podtržení znamená velmi jemnou manipulaci. Ruka ve vaničce znamená, že je doporučováno jen (jemné) ruční praní (ne více než ve 40 °C). Přeškrtnutá vanička znamená, že textil nemá být prán v domácích podmínkách.
V Evropské normě je stupeň namáhání při praní doporučován pomocí podtržení symbolu praní (vaničky). Pokud symbol není podtržený, znamená to, že může být mechanicky namáhán na maximální úroveň (např. bavlněné prádlo), jedno podtržení naznačuje střední mechanické namáhání (např. jako pro syntetické textilie) a dvojité podtržení znamená velmi jemné namáhání (jako např. pro hedvábné nebo vlněné textilie). Podtržení současně znamená i stupeň namáhání při odstřeďování, čím více podtržení, tím by mělo být prádlo odstřeďováno na nižší otáčky.

praní na 60 °C, maximální namáhání
praní na 50 °C, střední namáhání
praní na 40 °C, velmi jemné namáhání
ruční praní (maximálně 40 °C)
zákaz praní

### Bělení
Prázdný trojúhelník (dříve označený Cl) povoluje bělení chlorovými nebo nechlorovými bělicími prostředky. Dvě diagonální linie přes trojúhelník znamená zákaz bělení chlorovými prostředky. Přeškrtnutí trojúhelníku znamená zákaz bělení celkově.

bělení chlorovými nebo nechlorovými prostředky
bělení chlorovými prostředky, starší verze
zákaz bělení chlorovými prostředky
zákaz bělení
zákaz bělení, jiná verze

### Sušení
Kruh ve čtverečku symbolizuje sušení. Jedna tečka doporučuje sušení na nižší teplotu, dvě tečky na normální teplotu. Přeškrtnutý symbol znamená, že oblečení není vhodné sušit v bubnové sušičce.

symbol sušení
sušení při nízké teplotě
sušení při normální teplotě
nesušit v bubnové sušičce

### Žehlení
Žehlička s maximálně třemi puntíky povoluje žehlení. Počet puntíků pak značí teploty, za kterých může být textil žehlen: jeden puntík znamená 110 °C, dva puntíky znamená 150 °C a tři puntíky znamená 200 °C. Přeškrtnutá žehlička znamená zákaz žehlení.

symbol žehlení
žehlit maximálně při 110 °C
žehlit maximálně při 150 °C
žehlit maximálně při 200 °C
zákaz žehlení

### Profesionální péče
Kruh značí možnosti profesionálního čištění. Podtržení symbolu opět znamená jemnou péči, dvojité podtržení znamená velmi jemné profesionální čištění.

### Chemické čištění
Písmena P a F v kruhu jsou užívána pro rozdílné druhy rozpouštědel, které jsou používány v chemických čistírnách.  

chemické čištění tetrachlorethylenem
chemické čištění tetrachlorethylenem, velmi jemná péče
chemické čištění uhlovodíkovými rozpouštědly
zákaz chemického čištění

### Mokré čištění
Písmeno W v kruhu je používáno pro profesionální mokré čištění. Mokré čištění je postup, který byl vyvinut v posledních dvaceti letech jako alternativa k chemickému čištění, při kterém jsou používána rozpouštědla, jež jsou zátěží pro životní prostředí. Mokré čištění je způsob využíván v moderních čistírnách. Tento způsob však není možné aplikovat na všechny textilie. Proto byl doplněn symbol, který značí vhodnost tohoto postupu. 

symbol mokrého čištění
mokré čištění, jemná péče
mokré čištění, velmi jemná péče
zákaz mokrého čištění

## Národní a mezinárodní normy
Výše zmíněné informace jsou ukotveny v mezinárodní normě ČSN EN ISO 3758, která je platná v Evropě. Symboly údržby jsou využívány i mimo evropské země. V nedávné době začalo využívat symbolů údržby Japonsko, do jednání vstoupily také U.S.A..
Norma ČSN EN ISO 3758 informuje o symbolech, jejich významu a také jejich správném použití. 
GINETEX vyvinul mezinárodní systém symbolů nezávislý na jazyku. Symboly jsou v mnoha zemích chráněny jako mezinárodní obchodní značky. Jsou registrovány u WIPO (Světová organizace pro duševní vlastnictví) v Ženevě. Přestože GINETEX obhajuje obchodní značky jako takové, včetně jejich ekonomického využití, souhlasil, že ISO převezme tento systém a začlení ho do mezinárodní normy. V zemích GINETEXu musí být použito minimálně 5 symbolů - pro praní, bělení, sušení v bubnové sušárně, žehlení a profesionální ošetřování textilií.
Na národní úrovni zajišťuje správu symbolů údržby asociace Sotex GINETEX CZ.